# Kristiansands IF
Ne pas confondre avec le club féminin de handball du Vipers Kristiansand.
Le Kristiansands Idrettsforening (abrégé Kristiansands IF ou KIF) est un club omnisports norvégien basé à Kristiansand. Fondé en 1921, il compte une section d'athlétisme et une section de handball.

## Section d'athlétisme
La section d'athlétisme du KIF utilise le stade de Kristiansand.
Parmi ses membres notables, on citera :
- le lanceur de javelot Andreas Thorkildsen, champion du monde et double champion olympique[1],
- le sprinteur Haakon Tranberg, double médaillé d'argent aux Championnats d'Europe de 1946,
- le sauteur en longueur et triple-sauteur Kristen Fløgstad, multiple champion de Norvège.

## Section de handball
La section de handball du Kristiansands IF a été créée en 1945. Les hommes ont remporté les Play-offs du championnat de Norvège en 1984 et ont participé à quatre campagnes européennes : Coupe des clubs champions 1980-1981, Coupe des vainqueurs de coupe 1981-1982 et Coupe de l'IHF en 1984-1985  et 1987-1988
Chez les femmes, les jumelles de la handballeuse Kristine et Katrine Lunde, qui seront multiples championnes olympiques du monde et d'Europe, ont évolué dans les équipes jeunes du club.